# Harry George Armstrong
Pour les articles homonymes, voir Armstrong.
Harry George Armstrong, né le 17 février 1899 et mort le 5 février 1983, est un militaire américain. Major général de l'United States Air Force, il est considéré comme le « père de la médecine spatiale ».
Il a donné son nom à la limite Armstrong.

## Publications
- Principles and Practice of Aviation Medicine, Williams & Wilkins (1939)
- Aerospace medicine, Williams & Wilkins Co (1961)  (ISBN 0-683-07109-2)